# Archipiélago de los Ríos
Der Archipiélago de los Ríos (spanisch; in Argentinien Archipiélago Entre Ríos) ist eine Gruppe kleiner Inseln sowie einigen Rifffelsen vor der Loubet-Küste des Grahamlands auf der Antarktischen Halbinsel. Sie erstrecken sich vom nordzentralen Teil der Darbel Bay in westsüdwestlicher Richtung bis zu den Pauling-Inseln im Crystal Sound.
Chilenische Wissenschaftler benannten den Archipel nach Luis de los Ríos Echeverría, Kapitän der Lientur bei der 17. Chilenischen Antarktisexpedition (1962–1963). Namensgeber für die in Argentinien geläufige Benennung ist das Forschungsschiff Entre Ríos.